# Río Yacuma
Le Río Yacuma est un cours d'eau du nord-ouest de la Bolivie et un affluent du Río Mamoré en rive gauche.

## Géographie
Le Yacuma prend sa source dans les premiers contreforts de la cordillère des Andes, à une altitude de 205 m, au nord de la petite ville de Yacumo, qui se trouve sur la Ruta 3. Il parcourt d'abord 130 km vers le nord en décrivant d'innombrables méandres (sa longueur est de 300 km, mais elle atteint 570 km en suivant le détail des méandres), puis bifurque ensuite vers l'est et se jette dans le Río Mamoré à 15 km au nord de la ville de Santa Ana del Yacuma, à une altitude de 144 m.

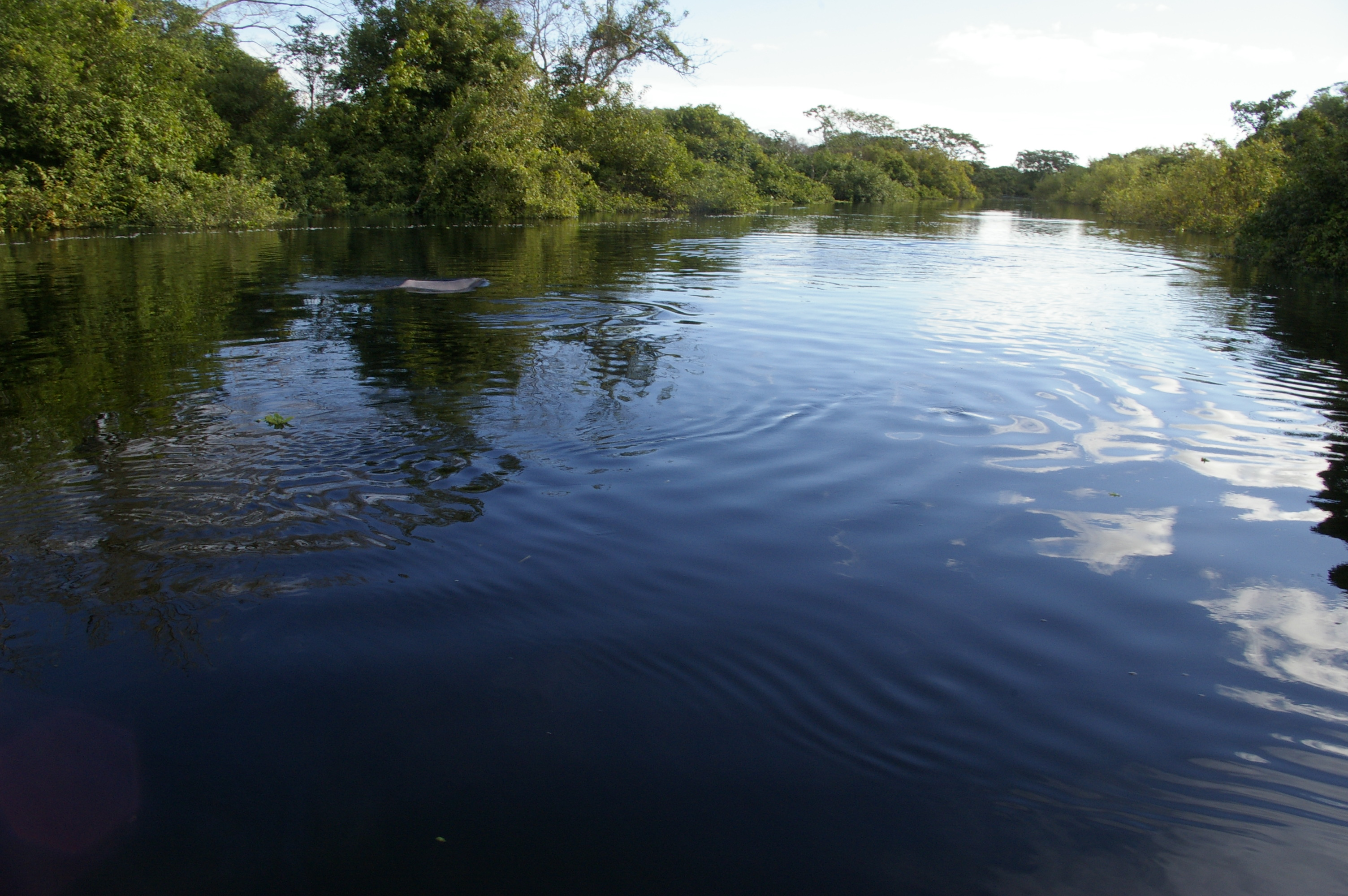
Boto ou dauphin rose de l'Amazone dans le Río Yacuma

Le Yacuma traverse le département de Beni, arrosant les provinces de José Ballivián et Yacuma, qui doit son nom au cours d'eau. Le Yacuma reçoit de nombreux affluents sur ses deux rives. Le plus important, de loin, est le rio Rapulo qui le rejoint quelques kilomètres avant son embouchure dans le rio Mamoré, près de la ville de Santa de Yacuma dans le municipio homonyme, soit la municipalité de Santa Ana del Yacuma.
Le Rio Rapulo (396 km) est plus long que le Yacuma, mais son bassin et son débit sont légèrement inférieurs à la confluence (7 700 km2 et 240 m3/s). Ses eaux sont plus claires car sa partie andine et donc sa charge en alluvions sont plus importantes.
Le Yacuma abrite le boto ou dauphin rose de l'Amazone.